# Castello di Costigliole d'Asti
Il castello di Costigliole d'Asti è un castello di origine medievale, ristrutturato durante i secoli. Fa parte del circuito "Castelli Aperti" del Basso Piemonte.

## Storia
Nel 1041 fu riconosciuto da Arrigo III quale possesso della Chiesa di Asti, poi passò alla giurisdizione di Bonifacio del Vasto e nel 1198 fu occupato da Asti, dando ai cittadini vere norme statutarie che ebbero vigore per molto tempo (Codice Malabaila).
Dopo il 1255 il castello divenne sede di guerra contro Carlo I d'Angiò e poi contro Guglielmo VII del Monferrato e fu poi conteso nelle lotte interne tra guelfi e ghibellini.
Nel 1315 i ghibellini furono scacciati da Asti e, grazie al castellano Sandrono Asinari, riuscirono a occupare il castello. Nel 1620 Amelio Asinari nominò erede la figlia Ottavia, moglie di Giovanni Antonio Verasis, il quale fu nominato nel 1621 conte di metà di Costigliole, con l'obbligo di assumere nome ed arma degli Asinari.
Ottavio III acquistò  nel 1658 i diritti sull'altra metà, apportando molte modifiche alle strutture.
Nel 1775, si festeggiò il re Vittorio Amedeo III che visitò il castello e nel 1821 ospitò il marchese Carlo Asinari ed altri liberali, prima dell'esilio dovuto ai moti costituzionali.
Nel mese di luglio 1854 vi giunse, sposa di Francesco Verasis, Virginia Oldoini, contessa di Castiglione.
Attualmente l'ala nord è di proprietà comunale, mentre l'ala sud è di proprietà di una nota famiglia discendente dai Medici del Vascello.

## Descrizione

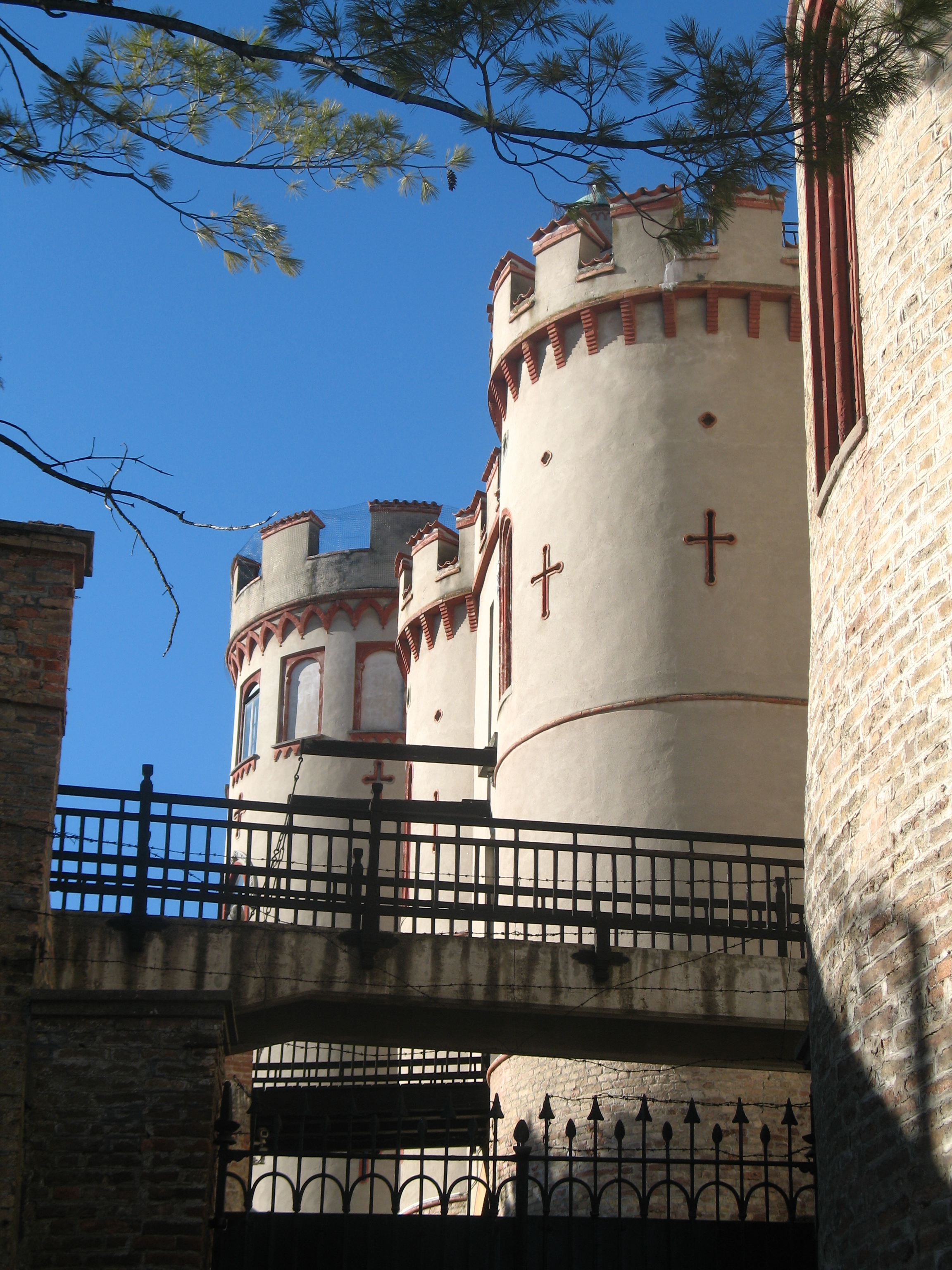
I ponti d'entrata sulla facciata est

Costruito sul vertice della rocca di Costigliole, di pianta quadrangolare di 60 metri di lato, con un'altezza di 25 metri e con le quattro torri che arrivano a 28 metri, è uno dei castelli più imponenti dell'Astigiano.
Una lapide posta sul frontone di una porta secondaria ricorda i lavori compiuti da Corrado Asinari nel 1582. A ponente, una grande porta si apre su una scala, opera di Filippo Juvarra, che varia a seconda del piano a cui si accede. Il lato ovest ha un portale d'ingresso su una scalinata bilaterale, munita di parapetto e piastrini, con lo stemma marmoreo della famiglia Asinari.
A sud è presente un giardino pensile e la facciata si espone con due torrette medievali centrali, tra le quali primeggia il ponte levatoio. Sulla facciata, tra le finestre del penultimo piano, svettano due statue marmoree rappresentanti Aurelio e Giorgio Verasis Asinari in vesti di guerrieri.